# Lorenzo Insigne
Lorenzo Insigne, född 4 juni 1991 i Neapel, Italien, är en italiensk fotbollsspelare som spelar som ytter för den kanadensiska klubben Toronto FC. Han representerar även Italiens landslag.

## Karriär
Den 8 januari 2022 värvades Insigne av MLS-klubben Toronto FC, där han skrev på ett fyraårskontrakt med start den 1 juli.

## Meriter

### Inom klubblag
Napoli
- Vinnare av Coppa Italia: 2013/2014, 2019/2020
- Vinnare av Supercoppa italiana: 2014
- Vinnare av EM 2020

### Individuella utmärkelser
- Gran Galà del Calcio - bästa spelare i Serie B: 2012